# Ніжність (фільм, 2011)
«Ніжність» (фр. La Délicatesse) — французька романтична комедія, заснована на однойменному романі Давіда Фоенкіноса, що вийшла на екрани в 2011 році.

## Сюжет
У звичайному кафе головна героїня Наталі познайомилася з чудовим хлопцем, з котрим згодом одружилася. Щасливе життя закінчується, коли чоловік помирає під колесами машини. Щоб заглушити душевний біль, вона по вуха поринає в роботу й швидко підіймається кар'єрною драбиною. При цьому Наталі домагається її шеф Шарль, який пропонує їй стати його коханкою, вона відмовляється. Одного дня Наталі робить дивну річ — вона цілує свого колегу Маркуса, не надаючи цьому великого значення. Для Маркуса ж ця подія стала чи не самою грандіозною в його житті. З того часу він кожну хвилину думає про Наталі і будь-що вирішує домогтись її прихильності. Зрештою йому це вдається. Шарль, дізнавшись про це, вирішує відправити Маркуса у Швецію з підвищенням. Наталі у відповідь йде з роботи і просить Маркуса відвезти її в село до її бабусі. Там вони проводять ніч разом.

## В ролях
- Одрі Тоту — Наталі
- Франсуа Дам'єн — Маркус
- Жозефін де Мо — Софі, найкраща подруга Наталі
- Бруно Тодескіні — Шарль Деламайн, директор
- Піо Мармай — Франсуа
- Аріана Аскарід — мати Наталі
- Крістоф Малавуа — батько Наталі
- Монік Шометт — бабуся Наталі
- Одрі Флеро — секретарка Шарля
- Пом Клементьєв — офіціантка